# Université d'Al-Nahrain
L'université d'Al-Nahrain (en arabe : جامعة النهرين, en anglais : Al Nahrain University) est une université irakienne située à Bagdad, fondée en 1987.
Elle est classée par le U.S. News & World Report au 119e rang du classement régional des universités arabes.